# Лука Шпік
Лука Шпік  (словен. Luka Špik, 9 лютого 1979) — словенський веслувальник, олімпійський чемпіон.

## Виступи на Олімпіадах
| Олімпіада    | Дисципліна   | Місце |
| ------------ | ------------ | ----- |
| Атланта 1996 | двійка парна | 14    |
| Сідней 2000  | двійка парна | 1     |
| Афіни 2004   | двійка парна | 2     |
| Пекін 2008   | двійка парна | 6     |
| Лондон 2012  | двійка парна | 3     |

## Зовнішні посилання
- Досьє на sport.references.com [Архівовано 1 лютого 2010 у Wayback Machine.]